# وادي حربيل
وادي حربيل بلدية بدائرة وامري ولاية المدية الجزائرية.
تقع غرب الولاية على بعد 16 كلم تحدها بلديات عدة منها حناشة ووامري وبوعيشون وذراع السمار وتمزقيد، يمر بها الطريق الوطني رقم 18 الرابط بين المدية والخميس